# Torgils Moe
Torgils Schrøder Moe (* 26. März 1929 in Narvik; † 13. Juni 2015 in Oslo) war ein norwegischer Schauspieler, Sänger und Pianist.

## Leben
Moe wuchs in seiner Kindheit in Narvik auf und zog 1951 nach Oslo um Psychologie zu studieren, was er aber vorzeitig beendete. Als vielseitig begabter Mensch, begann er in der Revyscene des Chat Noir in Oslo aufzutreten. Moe qualifizierte sich weiter sowie war später als Theaterschauspieler, Musiker, Pianist und Sänger tätig, wodurch er seine erste Bekanntheit erlangte. Weiterhin wirkte Torgils Moe auch als Opernsänger in der Stimmlage Bariton. In dieser Zeit wurde er auch als Interpret von Werken von Birger Sjöberg bekannt. In den 1960er Jahren trat er zusammen mit Kaare Ørnung mit einer Reihe von Liederprogrammen im norwegischen Radio beim NRK auf. Einige seiner Kompositionen, Melodien, Gedichte und Musikstücke veröffentlichte er gemeinsam mit den norwegischen Künstler Jakob Sande auf Schallplatte bei EMI.
Ab 1962 hatte Moe sein Debüt in dem Musical-Film Operasjon Løvsprett und danach bekam er weitere Engagements in norwegischen Film- und Fernsehproduktionen. Aufgrund seiner kräftigen Statur und seiner Körpergröße von zwei Metern, bekam er oftmals meist einen kriminellen Part oder negativen Charakter, wie z. B. als Türsteher, Leibwächter, Schläger und Geldeintreiber als Rolle zugewiesen. 1969 wirkte er in der Komödie Og takk for det mit und 1970 trat Moe in der Ole-Høiland-Verfilmung des Räubers und Meisterdiebes, in Balladen om mestertyven Ole Høiland als Henker auf. 1976 spielte Moe in der Fernsehserie Fleksnes an der Seite von Harald Heide-Steen junior und Rolv Wesenlund ebenfalls die Rolle eines brutalen Portiers im Restaurant. In der norwegischen Filmreihe zur Olsenbande spielte er in Olsenbanden møter Kongen & Knekten den Etagenkellner im Grand Hotel und in deren Fortsetzung Olsenbandens siste bedrifter Egon Olsens Widersachers und Schlägers  Biffen. In späteren Filmen der norwegische Olsen-Reihe, wurde diese Rolle des Olsenbanden-Feindes, wie in der originalen Olsenbande aus Dänemark mit dem gleichen Schauspieler Ove Verner Hansen besetzt.
Weitere bekannte Auftritte hatte er 1972 in Norske byggeklosser und 1983 als Bæla in Søsken på Guds jord. Bevor Moe in dem Ruhestand ging, hatte er 1996 noch seinen letzten Auftritt in einer Nebenrolle in dem internationalen Abenteuerfilm Tashunga – Gnadenlose Verfolgung.
Seit 1999 war Moe aufgrund einer Beinamputation auf einen Rollstuhl angewiesen.
Moe lebte bis zuletzt im Osloer Stadtviertel und Neubaugebiet Romsås. Er war zugleich der Großvater des norwegischen Schauspielers Tarjei Sandvik Moe.

## Filmografie
- 1962: Operasjon Løvsprett
- 1964: Operasjon Sjøsprøyt
- 1964: Nydelige nelliker
- 1964: Alle tiders kupp
- 1968: Bare et liv – Historien om Fridtjof Nansen
- 1970: Balladen om mestertyven Ole Høiland
- 1972: Norske byggeklosser
- 1972: Fleksnes (Fernsehserie, Folge Fysiske fordeler)
- 1974: Knutsen & Ludvigsen
- 1974: Olsenbanden møter Kongen & Knekten
- 1975: Olsenbandens siste bedrifter
- 1975: Eiszeit (Istid)
- 1976: Fleksnes (Fernsehserie, Folge Radioten)
- 1976: Hvad nuh...?
- 1976: Kjære Maren
- 1979: Brødrene Dal og professor Drøvels hemmelighet
- 1983: Søsken på Guds jord
- 1988: Fleksnes (Fernsehserie, Episode Radioten '88)
- 1991: Den hvite viking' (Hvíti víkingurinn)
- 1992: Flaggermusvinger
- 1996: Tashunga – Gnadenlose Verfolgung (Tashunga)